# Furlanski jezik
Furlanski jezik (friulski; furl. lenghe furlane; ISO 639-3: fur), jedan od retoromanskih jezika kojim govori oko 794 000 (2000.) Friuli ili Furlana u švicarskom kantonu Graubündenu i talijanskim provincijama Udinama, Pordenonu i Goriziji u talijanskoj autonomnoj regiji Furlaniji, Veneciji i Julijskoj krajini, u njihovu jeziku Friûl-Vignesie Julie. Također se govori u dijelovima provincija Venecije i Trsta. Zbog siromaštva do 1960-ih godina mnogi Furlani iseljavaju u druge zemlje, posebno u Francusku, Belgiji i Švicarsku, i dalje u prekomorske zemlje u Australiju, Kanadu, Argentinu, Brazil, SAD i Južnoafričku Republiku. Postoje tri priznata dijalekta: istočnofurlanski, zapadnofurlanski i gorički (carnico: karnički) u Gorici. U području Gorice govore ga i Slovenci kao drugi ili treći jezik. Većina govornika poznaje standardni talijanski.
Etnički su Furlani jedan od 3 ili 4 naroda porijeklom od starih Reta (Retijaca) koji su nakon romanizacije postali kolektivno poznati kao Retoromani. Po njima prozvani su i svi ostali stanovnici Furlanije koji im etnički ne pripadaju.

## Vanjske poveznice
- Ethnologue (14th)
- Ethnologue (15th)
- Friulian (furlan/marilenghe)